# Begonia lengguanii
Espèce
Begonia lengguanii est une espèce de plantes de la famille des Begoniaceae.
L'espèce fait partie de la section Jackia.
Elle a été décrite en 2005 par Ruth Kiew (1946-…).
En 2018, l'espèce a été assignée à une nouvelle section Jackia, au lieu de la section Reichenheimia.

## Répartition géographique
Cette espèce est originaire de Malaisie.